# Giro dell'Umbria 1940
Il Giro dell'Umbria 1940, sedicesima edizione della corsa, si svolse il 22 settembre 1940 su un percorso di 238,2 km con partenza e arrivo a Perugia. Fu vinto dall'italiano Aldo Ronconi, che completò il percorso in 7h39'00" precedendo per distacco i connazionali Glauco Servadei e Mario De Benedetti. Conclusero la prova 31 dei 53 ciclisti al via.

## Percorso
La corsa prese il via da Perugia per transitare nell'ordine da Deruta, Ponte Rio, Todi, Prodo, Orvieto Scalo, Baschi, Amelia, Narni Scalo, Terni (km 150,9), Valico della Somma (km 168, 669 m s.l.m.), Spoleto, San Giacomo, Fonti del Clitunno (km 187), Foligno, Bastia Umbra, Ponte San Giovanni e Fontivegge. La prova si concluse dopo 238,2 km allo Stadio Santa Giuliana, nel centro di Perugia.

## Ordine d'arrivo (Top 10)
| Pos. | Corridore          | Squadra     | Tempo    |
| ---- | ------------------ | ----------- | -------- |
| 1    | Aldo Ronconi       | Legnano     | 7h39'00" |
| 2    | Glauco Servadei    | Gloria      | a 20"    |
| 3    | Mario De Benedetti | S.C. Vigor  | a 31"    |
| 4    | Primo Volpi        | U.S. Azzini | a 35"    |
| 5    | Michele Benente    | Gerbi       | a 2'40"  |
| 6    | Walter Generati    | Gloria      | a 5'25"  |
| 7    | Cesare Del Cancia  | Viscontea   | a 7'10"  |
| 8    | Enrico Mollo       | Olympia     | a 8'52"  |
| 9    | Edoardo Taddei     | Dop. MATER  | a 10'15" |
| 10   | Gino Bartali       | Legnano     | a 10'20" |